# Каинлыково
Каинлыково (баш. Ҡайынлыҡ) — деревня в Бураевском районе Республики Башкортостан Российской Федерации. Центр Каинлыковского сельсовета.

## География

### Географическое положение
Расстояние до:
- районного центра (Бураево): 19 км.

## Население
| 2002 | 2009 | 2010 |
| ---- | ---- | ---- |
| 267  | ↗284 | ↘243 |

Согласно переписи 2002 года, преобладающая национальность — башкиры (97 %).

## Религия
В деревне есть мечеть.